# Пам'ятки Коростеня
У Коростені на обліку перебувають 40 пам'яток історії та 6 пам'яток монументального мистецтва, усі — місцевого значення.

## Пам'ятки історії
| №п/п | Охоронний номер      | Найменування пам'ятки | Адреса                                             | Рік                      | Автор                          | № рішення про взяття на державний облік | Фото                              |
| ---- | -------------------- | --- | -------------------------------------------------- | ------------------------ | ------------------------------ | --- | --------------------------------- |
| 1.   | 66                   | Будинок, в якому працював Табукашвілі Л. — учасник громадянської війни. Пам'ятний знак на честь учасників страйку залізничників                                                                              | Вул. Вокзальна, 18                                 | 1966 1958                | —                              | № 442 від 29.09.19969 р. |                                   |
| 2.   | 1877                 | Місце проголошення Радянської влади в м. Коростені | Вул. Вокзальна, 19                                 | 1977                     |                                | № 559 від 26.12.1979 р. |                                   |
| 3.   | 1395                 | Пам'ятник зачинателям страйку залізничників | Площа Вокзальна                                    | 1968                     | Трегубов М. С. Сидоренко М.    | № 388 від 06.09.1976 р. |                                   |
| 4.   | 70                   | Братська могила жертв фашизму. Кількість похованих невідома. | Вул. Гастелло                                      | 1989                     | —                              | № 390 від 08.10.1992 р. |                                   |
| 5.   | 2459                 | Пам'ятник працівникам заводу «Жовтнева кузня», які загинули під час ДСВ | Вул. Горького, 16                                  | 1975                     | —                              | № 22 від 21.09.1983 р. |                                   |
| 6.   | 3067                 | Пам'ятний знак до 10-ти річчя Чорнобильської трагедії | Вул. Грушевського, 24                              | 1996                     | —                              | № 616 від 29.09.1999 р. |                                   |
| 7.   | 1875                 | Братська могила радянських воїнів. Поховано 58 чоловік | Вул. Сергія Кемського, біля школи № 5              | 1975                     | —                              | № 442 від 29.09.1969 р. |                                   |
| 8.   | 2591                 | Пам'ятник воїнам — визволителям | Вул. Сергія Кемського, 68                          | 1983                     | —                              | № 52 від 04.02.1985 р. |                                   |
| 9.   | 59                   | Будинок, в якому працювали Горбатюк О. Я., Давидюк Т. С., Монастирецький В. І. — учасники громадянської війни; пам'ятний знак на честь працівників Коростенської дистанції зв'язку, які загинули під час ДСВ | Вул. Шевченка, 56                                  | 19 671 970               | —                              | № 442 від 29.09.1969 р. |                                   |
| 10.  | 61                   | Братська могила радянських воїнів. Кількість похованих невідома | Кладовище колишнього села Пашини                   | 1985                     | —                              | № 390 від 08.10.1992 р. |                                   |
| 11.  | 1870                 | Пам'ятник комсомольцям 1920-х років | Площа Сергія Романчука                             | 1973                     | Арон Футерман, Сидоренко О. О. | № 559 від 26.12.1979 р. |                                   |
| 12.  | 67                   | Будинок, де проходили засідання Коростенського ревкому | Вул. Олени Теліги, 14                              | 19 141 967               | —                              | № 442 від 29.09.1969 р. |                                   |
| 13.  | 68                   | Місце, де знаходилась школа, в якій навчалися Козаченко П. К., Яневич М. І. — Герої Радянського Союзу | Вул. Олени Теліги, 1ЗОШ № 7                        | 1965                     | —                              | № 442 від 29.09.1969 р. |                                   |
| 14.  | 65                   | Братська могила жертв фашизму. Кількість похованих невідома | Вул. Грушевського, 5                               | 1988                     | —                              | № 390 від 08.10.1992 р. |                                   |
| 15.  | 71                   | Пам'ятний знак на честь військових з'єднань, що звільнили м. Коростень від фашистських загарбників | Вул. Грушевського, 22                              | 1966                     | —                              | № 442 від 29.09.1969 р. |                                   |
| 16.  | 1873                 | Пам'ятник воїнам — артилеристам, що звільняли м. Коростень. | Древлянський парк, біля входу в комплекс «Скеля»   | 1965                     | —                              | № 559 від 26.12.1979 р. |                                   |
| 17.  | 2460                 | Пам'ятний знак на честь зв'язківців міста, які загинули під час ДСВ. | Вул. Грушевського, 9                               | 1975                     | —                              | № 22 від 21.01.1983 р. |                                   |
| 18.  | 64                   | Братська могила радянських воїнів. Кількість похованих невідома. | Вул. Житомирська, на кладовищі                     | 1975                     | —                              | № 442 від 29.09.1969 р. | Братська могила радянських воїнів |
| 19.  | 1874                 | Братська могила радянських воїнів. Кількість похованих невідома. | Вул. Житомирська, на кладовищі                     | 1975                     | —                              | № 559 від 26.12.1979 р. |                                   |
| 20.  | 1878                 | Пам'ятний знак на честь Блінкова І. — засновника міської бібліотеки. | Вул. Грушевського, 38                              | 1969                     | —                              | № 559 від 26.12.1979 р. |                                   |
| 21.  | 2458                 | Братська могила радянських воїнів. Поховано 34 чоловіка. | Вул. Житомирська, на кладовищі                     | 1983                     | —                              | № 22 від 21.01.1983 р. |                                   |
| 22.  | 72                   | Пам'ятний знак на честь робітників локомотивного депо, які брали участь у подіях революції 1917 р. | Локомотивне депо, селище Коростень — Подільський   | 1966 1968 1977           | —                              | № 442 від 29.09.1969 р. |                                   |
| 23.  | 62                   | Група могил періоду громадянської та Великої Вітчизняної війн | Древлянський парк, в північній частині             | 1919 1956 1975           | —                              | № 442 від 29.09.1969 р. |                                   |
| 24.  | 62 (а)               | Братська могила учасників громадянської війни. Кількість похованих невідома. | Древлянський парк, в північній частині             | 19 191 988               | —                              | № 442 від 29.09.1969 р. |                                   |
| 25.  | 62 (б)               | Могила Полякова І. М. -Героя Радянського Союзу | Древлянський парк, в північній частині             | 1949                     | —                              | № 442 від 29.09.1969 р. |                                   |
| 26.  | 62 (в)               | Група (2) братських могил радянських воїнів. Поховано 78 чоловік | Древлянський парк, в північній частині             | 1956                     | —                              | № 442 від 29.09.1969 р. |                                   |
| 27.  | 1876                 | Братська могила працівників МВС. Поховано 2 чоловіки. | Древлянський парк                                  | 1950                     | —                              | № 442 від 29.09.1969 р. |                                   |
| 28.  | 2742                 | Місце боїв 226-ї стрілецької дивізії. | Вул. Миколи Амосова, 8                             | 1988                     | —                              | № 390 від 08.10.1992 р. |                                   |
| 29.  | 73                   | Місце масових розстрілів жертв фашизму. | Вул. Сосновського, 67                              | 1984                     | —                              | № 390 від 08.10.1992 р. |                                   |
| 30.  | 1871                 | Пам'ятний знак воїнам — визволителям м. Коростеня. | Вул. Сосновського                                  | 1973                     | —                              | № 442 від 29.09.1969 р. |                                   |
| 31.  | 63                   | Могила Кудакова Г. І. — радянського партизана. | Вул. І. Франка, на кладовищі                       | 1989                     | —                              | № 390 від 08.10.1992 р. |                                   |
| 32.  | 60                   | Група братських (4) та індивідуальних (1) могил борців за радянську владу та радянських воїнів. | Вул. І. Франка, у сквері                           | 1949 1975 1973 1975 1974 | —                              | № 442 від 29.09.1969 р. |                                   |
| 33.  | 60 (а)               | Братська могила учасників громадянської війни. Кількість похованих невідома. | Вул. І. Франка, у сквері.                          | 19 491 974               | —                              | № 442 від 29.09.1969 р. |                                   |
| 34.  | 60 (б)               | Братська могила партизанів періоду громадянської війни. Кількість похованих невідома. | Вул. І. Франка, у сквері.                          | 1975                     | —                              | № 442 від 29.09.1969 р. |                                   |
| 35.  | 60 (в)               | Братська могила воїнів НКВС. Кількість похованих невідома. | Вул. І. Франка, у сквері.                          | 1973                     | —                              | № 442 від 29.09.1969 р. |                                   |
| 36.  | 60 (г)               | Братська могила радянських воїнів. Поховано 384 чоловік. | Вул. І. Франка, у сквері.                          | 1957 1975                | —                              | № 442 від 29.09.1969 р. |                                   |
| 37.  | 60 (д)               | Могила Кочетова О. О.- чекиста. | Вул. І. Франка, у сквері.                          | 1974                     | -                              | № 442 від 29.09.1969 р. |                                   |
| 38.  | 74                   | Місце масових розстрілів жертв фашизму. | Вул. Шатрищанська                                  | 1989                     | —                              | № 390 від 08.10.1992 р. |                                   |
| 39.  | 1872                 | Пам'ятний знак на честь визволителів м. Коростеня. | Перехрестя шляхів Київ — Ковель та Мінськ — Ізмаїл |                          | —                              | № 442 від 29.09.1969 р. |                                   |
| 40.  | 1396(0600002)3895-Жт | Пам'ятник Козаку С. А.-двічі Герою Радянського Союзу | Вул. Грушевського, 8                               | 1949                     | Фельдман І. В. Хананов Е. В.   | № 388 від 6.09.1976 р. Постанова РМ УРСР від 21.07.65 № 711наказ МКТ № 58/0/16-10 від 03.02.2010 у редакції наказу МКТ від 16.06.11 № 453/0/16-18 |                                   |
|      |                      | |                                                    |                          |                                | |                                   |

## Пам'ятки монументального мистецтва
| №п/п | Охоронний номер | Найменування пам'ятки           | Адреса                                                        | Рік         | Автор                                    | № рішення про взяття на державний облік | Фото |
| ---- | --------------- | ------------------------------- | ------------------------------------------------------------- | ----------- | ---------------------------------------- | --------------------------------------- | ---- |
| 1.   | 76              | Пам'ятник Леніну В. І.          | Вул. Грушевського, біля Міської Ради                          | 1949 — 1985 | Арон Футерман, Сидоренко О. Семененко О. | № 442 від 29.09.1969 р.                 |      |
| 2.   | 83              | Пам'ятник Шевченку Т. Г.        | Парк ім. Шевченка                                             | 1961        | —                                        | № 442 від 29.09.1969 р.                 |      |
| 3.   | 1881            | Пам'ятник Табукашвілі Л. М.     | Перехрестя вул. Героїв Небесної Сотні і вул. І. Франка        | 1977        | Ск. Арон Футерман                        | № 559 від 26.12.1979 р.                 |      |
| 4.   | 1879            | Пам'ятник Леніну В. І.          | Вул. Сосновського, біля управління Коростенського гранкар'єру | 1975        | Ск. Арон Футерман, Арх. Сидоренко О. О.  | № 559 від 26.12.1979 р.                 |      |
| 5.   | 84              | Пам'ятник Щорсу М. О.           | Вул. Франка, 4                                                | 1946        | Ск. Арон Футерман                        | № 442 від 29.09.1969 р.                 |      |
| 6.   | 85              | Пам'ятник Богдану Хмельницькому | Вул. Б. Хмельницького                                         | 1957        | —                                        | № 442 від 29.09.1969 р.                 |      |
|      |                 |                                 |                                                               |             |                                          |                                         |      |

## Пам'ятки архітектури
| № | Назва                                            | Рік       | Адреса                  | Фото |
| - | ------------------------------------------------ | --------- | ----------------------- | ---- |
| 1 | Будівля окружного суду (нині дитяча поліклініка) | 1928—1930 | вул. Грушевського, 7    |      |
| 2 | Будівля житлового будинку                        | 1950      | вул. Грушевського, 18   |      |
| 3 | Будівля житлового будинку                        | 1951      | вул. І. Франка, 3-а     |      |
| 4 | Будівля робітничого клубу                        | 1925—1927 | вул. І. Франка, 4       |      |
| 5 | Будівля окружної лікарні (головний корпус)       | 1927      | вул. Миколи Амосова, 8  |      |
| 6 | Будівля трудової школи                           | 1927—1928 | вул. 1-го Травня, 2     |      |
| 7 | Будівля школи фабрично-заводського навчання      |           | вул. Грушевського, 24/1 |      |

## Джерело
- Пам'ятки Житомирської області
- Сайт міста Коростень